# Billie Dawe
Billie „Bill“ Dawe (* 8. Juni 1924 in Cochrane, Alberta; † 20. Mai 2013 in Edmonton, Alberta) war ein kanadischer Eishockeyspieler. Bei den Olympischen Winterspielen 1952 gewann er als Mitglied der kanadischen Nationalmannschaft die Goldmedaille.

## Karriere
Billie Dawe verbrachte seine Karriere als Eishockeyspieler bei den Edmonton Mercurys, mit denen er 1950 Kanada bei der Weltmeisterschaft und 1952 bei den Olympischen Winterspielen in Oslo repräsentierte. Nach den Olympischen Winterspielen 1952 beendete er seine Karriere als Eishockeyspieler und arbeitete fortan für den Sponsor seines ehemaligen Eishockeyteams, den Autohandel Edmonton Waterloo Mercury. Später wurde Dawe einer der Manager und Teilhaber des Unternehmens, zusammen mit seinem ehemaligen Teamkollegen Al Purvis.

### International
Für Kanada nahm Dawe an den Olympischen Winterspielen 1952 in Oslo teil, bei denen er mit seiner Mannschaft die Goldmedaille gewann. In acht Spielen erzielte er als Mannschaftskapitän je sechs Tore und sechs Vorlagen. Zuvor hatte er bereits bei der Weltmeisterschaft 1950 mit seiner Mannschaft die Goldmedaille gewonnen.

## Erfolge und Auszeichnungen
- 1950 Goldmedaille bei der Weltmeisterschaft
- 1952 Goldmedaille bei den Olympischen Winterspielen